# New Sculpture

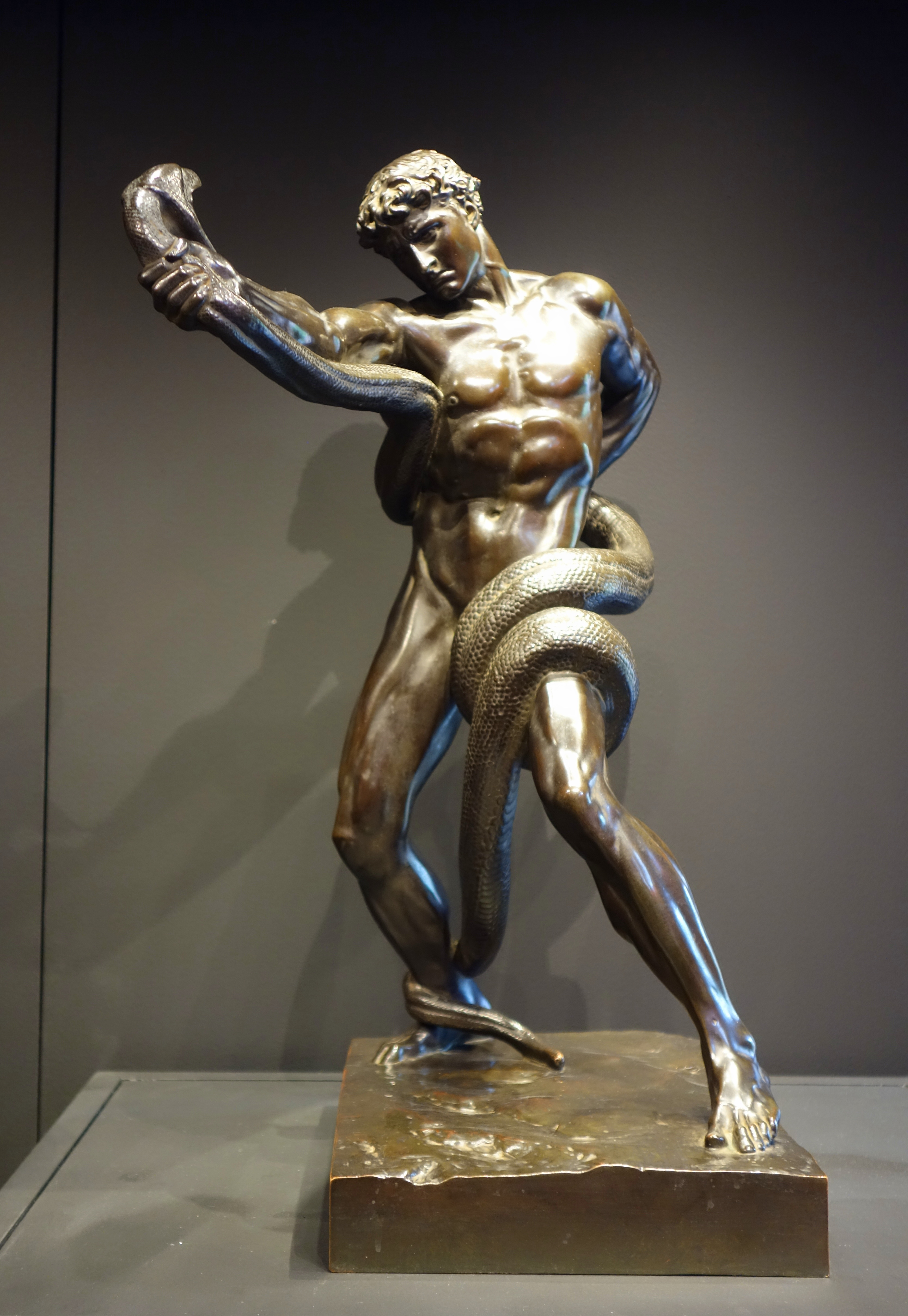
Athlete Wrestling with a Python von Frederic Lord Leighton, 1877 (Bronze, Guss um 1903–1911). Leighton House Museum, London

New Sculpture bezeichnet eine Bewegung in der britischen Bildhauerkunst des späten 19. Jahrhunderts, die sich durch naturalistische Darstellungsweisen, eigenwillige Themen und eine Abkehr vom starren Neoklassizismus auszeichnet.

## Geschichte
Der Begriff New Sculpture wurde 1894 von dem britischen Kunstkritiker Edmund Gosse geprägt, der in einer vierteiligen Artikelserie für The Art Journal die stilistischen Neuerungen in der britischen Bildhauerei beschrieb. Die Bewegung entstand als Reaktion auf die vorherrschende neoklassizistische Bildhauerei und strebte nach einer lebendigeren und realistischeren Darstellung des menschlichen Körpers. Ein Schlüsselmoment war die Ausstellung von Frederic Leightons Skulptur An Athlete Wrestling with a Python im Jahr 1877, die als Wendepunkt in der britischen Skulptur gilt. Ein weiterer wichtiger Einfluss war der französische Bildhauer Jules Dalou, der während seines Exils in England (nach der Pariser Kommune 1871) an der South Kensington School of Art und der Lambeth School of Art unterrichtete und eine neue Generation britischer Bildhauer prägte. 

## Rezeption

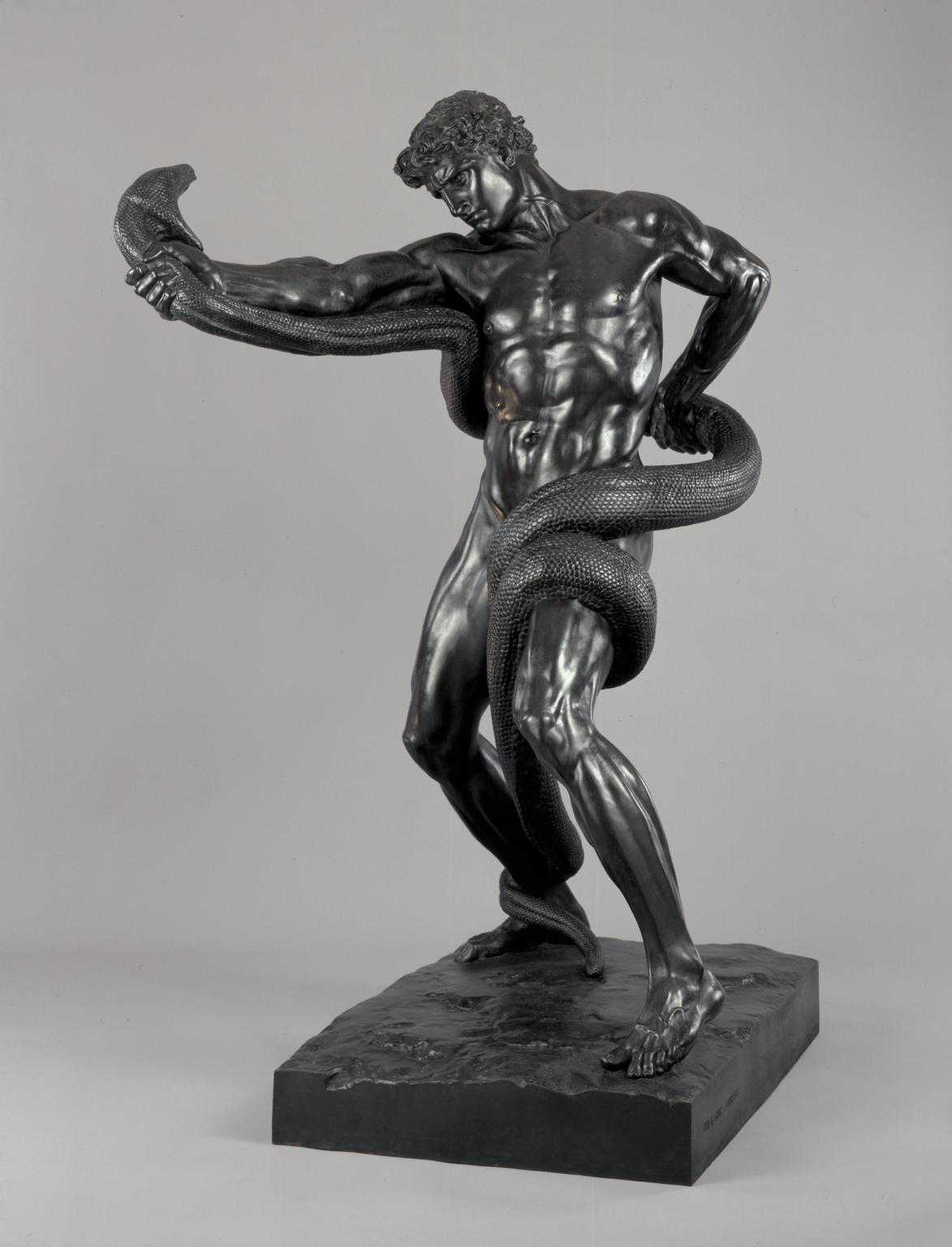
Frederic Lord Leighton: An Athlete Wrestling with a Python (1877). Tate Gallery, London

Die Bildhauer der New Sculpture wurden für ihre innovative Herangehensweise an die Darstellung des menschlichen Körpers und die Einführung neuer Materialien und Themen gelobt. Sie markierten einen wichtigen Schritt zur Modernisierung der britischen Skulptur und beeinflussten nachfolgende Generationen von Bildhauern. Einige Kritiker bemängelten jedoch, dass die Bewegung trotz ihrer Neuerungen stark an traditionellen Themen und Formen festhielt und nicht radikal genug war, um als vollständig modern gelten zu können.

## Stilistische Merkmale
New Sculpture ist durch folgende Merkmale gekennzeichnet:
- Naturalismus: Detailreiche und realistische Darstellung des menschlichen Körpers, oft in dynamischen Posen.
- Materialvielfalt: Verwendung von Bronze, Elfenbein, Halbedelsteinen und anderen Materialien zur Erzielung polychromer Effekte.
- Themenvielfalt: Darstellung idealisierter Figuren aus Poesie, Mythologie und allegorischen Szenen.
- Freistehende Skulpturen: Schwerpunkt auf autonomen, plastisch ausgearbeiteten Figuren, die von allen Seiten betrachtet werden können.

## Künstler
Die wichtigsten Künstler der New Sculpture Bewegung sind
- Frederic Leighton (1830–1896): Seine Skulptur An Athlete Wrestling with a Python gilt als Auslöser der Bewegung.
- Alfred Gilbert (1854–1934): bekannt durch den Shaftesbury Memorial Brunnen in London
- Edward Onslow Ford (1852–1901): Schuf Werke wie The Singer, Applause und Folly
- Harry Bates (1850–1899): bekannt für seine Skulptur Pandora
- James Havard Thomas (1854–1921): Schuf Lycidas und war bekannt für seine präzise Arbeitsweise
- Frederick William Pomeroy (1856–1924): Bekannt durch The Nymph of Loch Awe

## Werke (Auswahl)

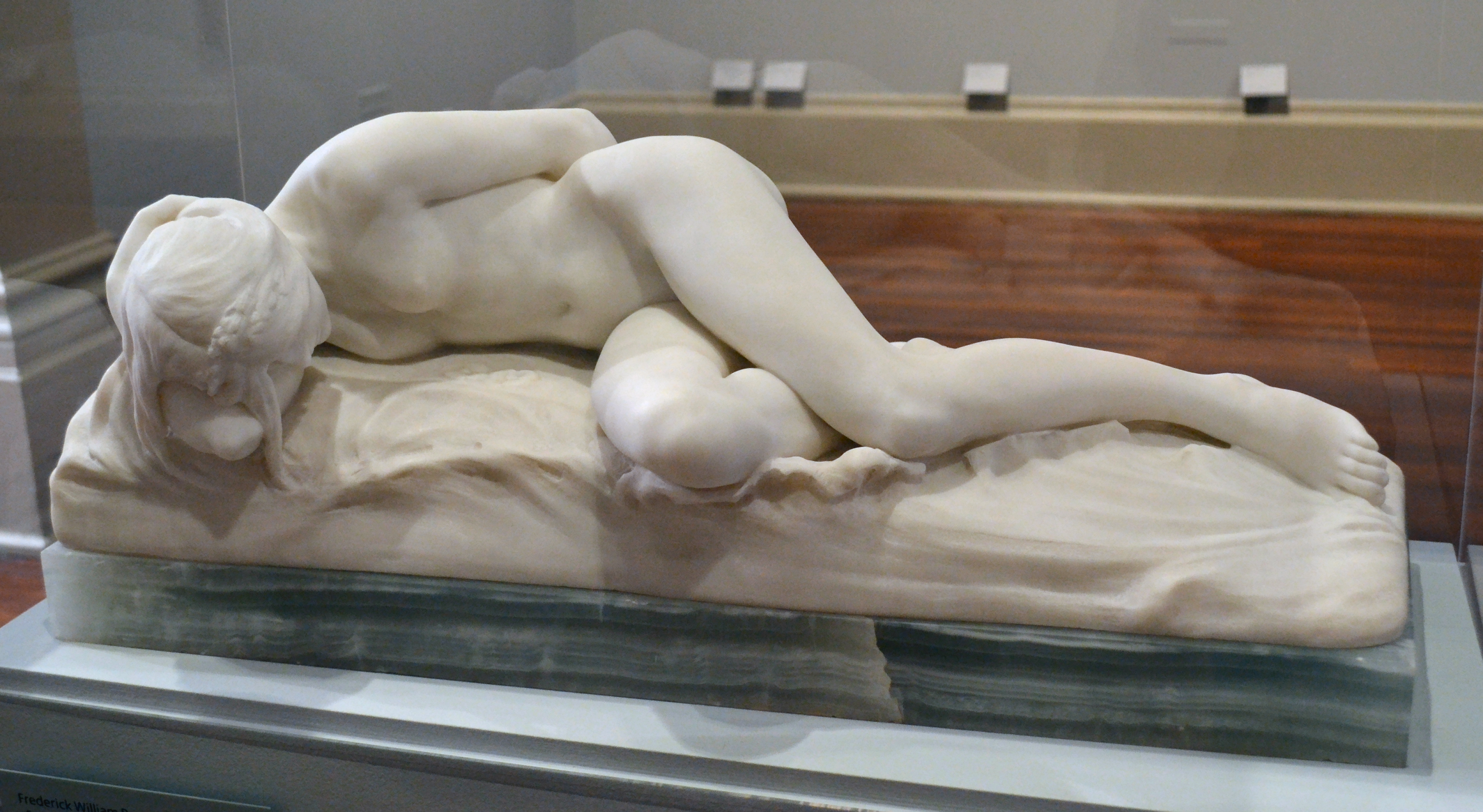
F. William Pomeroy: The Nymph of Loch Awe, 1897. Tate Britain, London
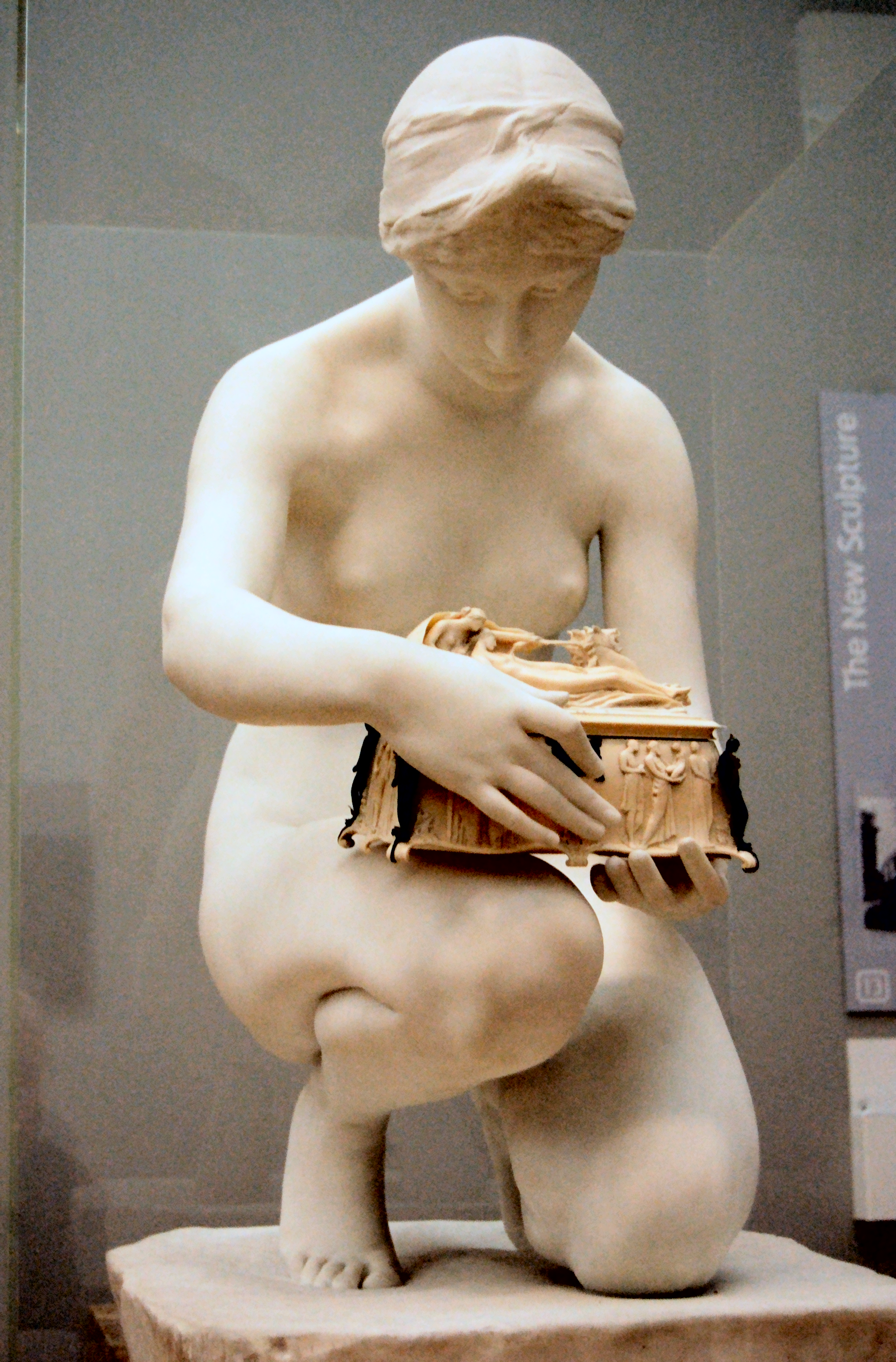
Harry Bates: Pandora, 1891. Tate Britain, London
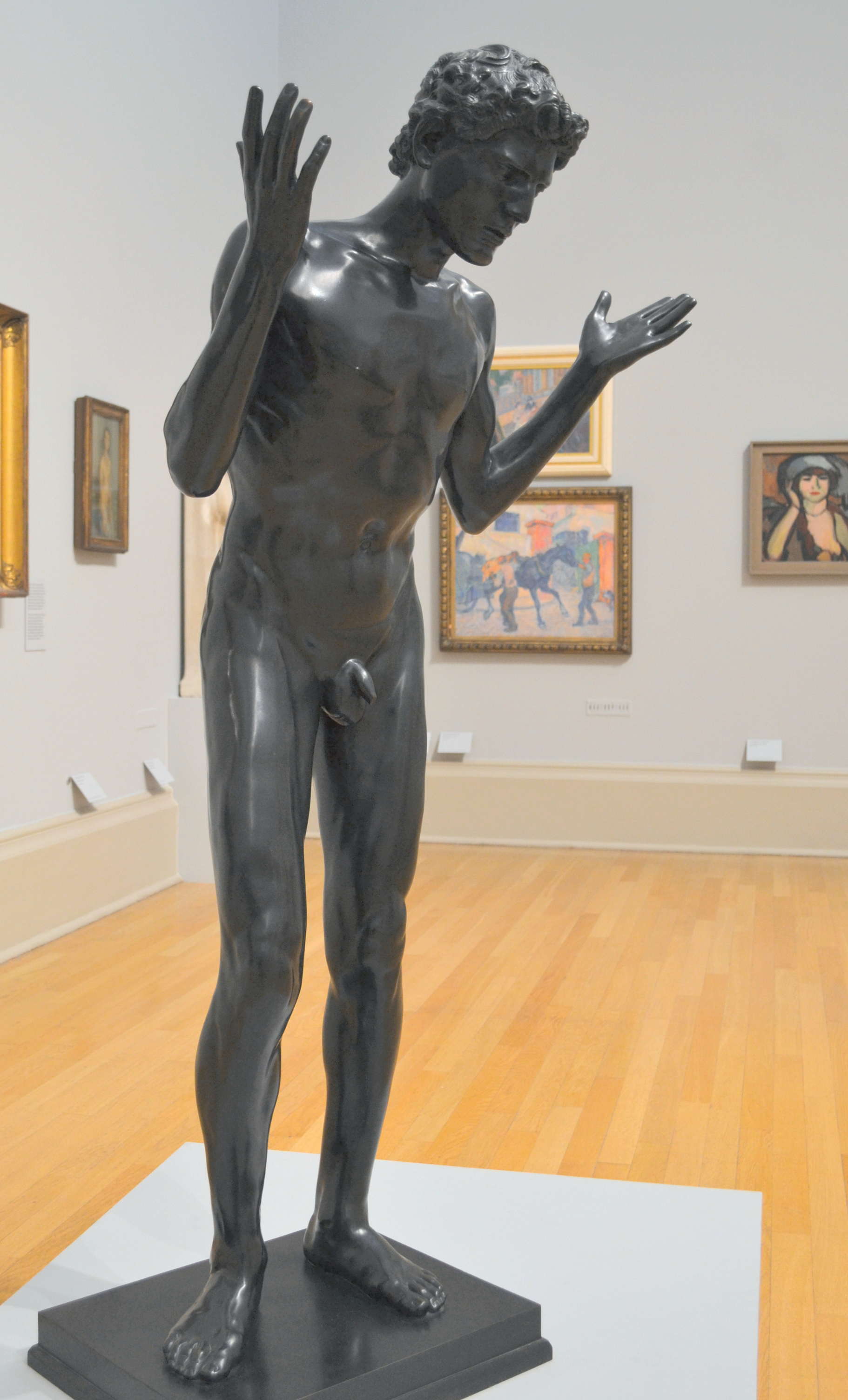
James Harvard Thomas: Lycidas, 1902–1908. Tate Britain, London
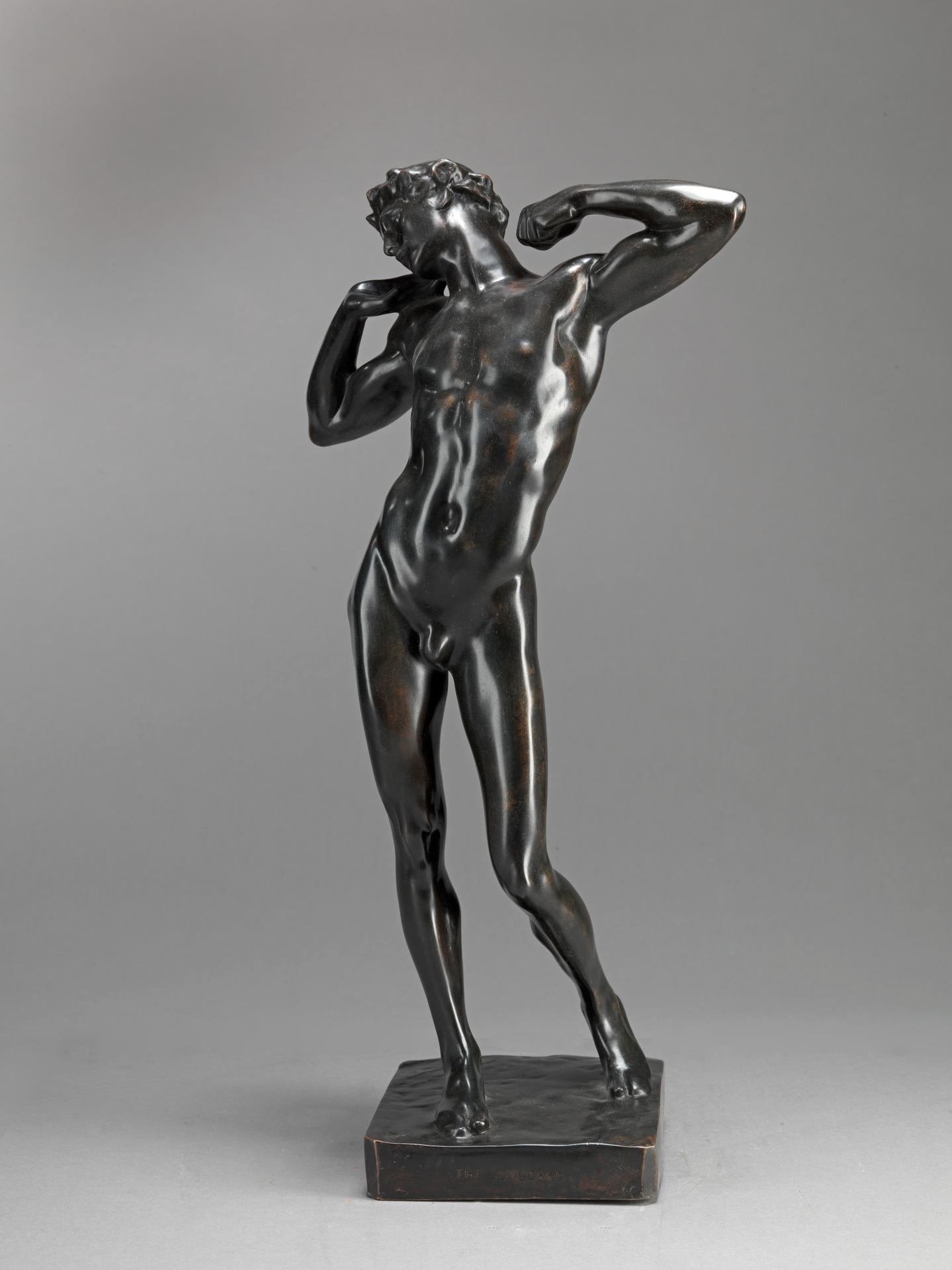
Frederic Leighton: The Sluggard, 1885. Yale Center for British Art,  New Haven, Connecticut
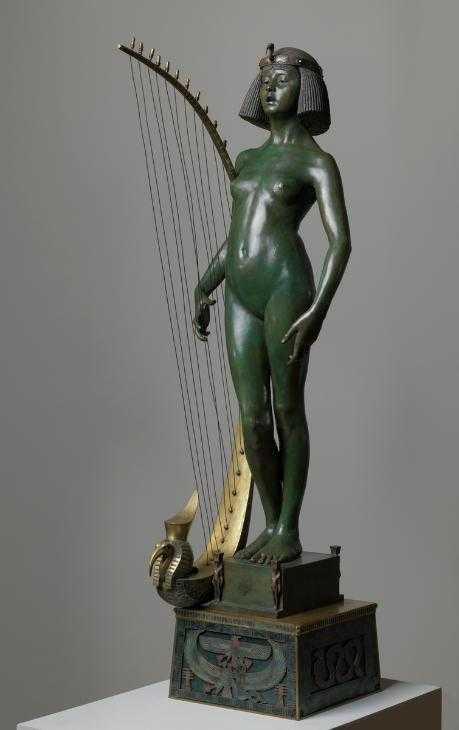
Edward Onslow Ford: The Egyptian Singer, 1889. Tate Gallery, London
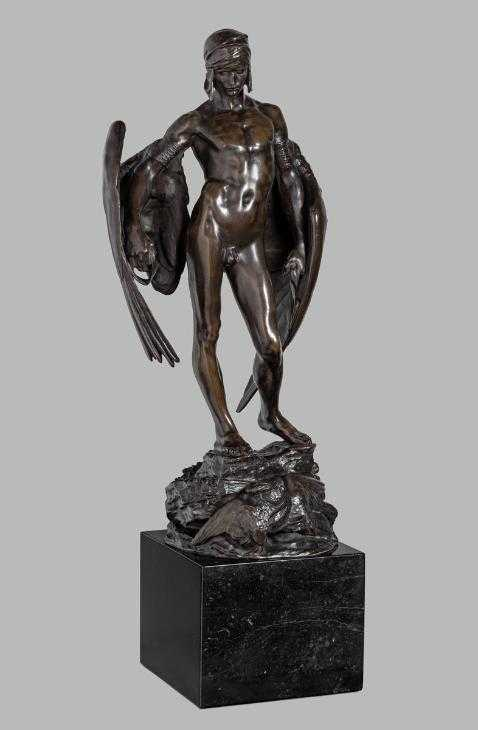
Alfred Gilbert: Icarus, 1882–1884. Tate Britain, London